# カリブの嵐
『カリブの嵐』（原題：Swashbuckler、英題：The Scarlet Buccaneer、豪題：The Blarney Cock）は1976年に公開されたアメリカ合衆国の冒険映画。原案は作家ポール・ウィーラーの『The Scarlet Buccaneer』である。監督はジェームズ・ゴールドストーン、出演はロバート・ショウなど。
1908年に同名のサイレント映画が公開されているが、本作とは関係ない。

## ストーリー
1718年のイギリス領ジャマイカでは、デュラント総督が暴政を行っていた。彼は協力を拒否した判事ジェームス・バーネットを捉え、財産を没収して妻と娘ジェーンを追放する。ジェーンは船長レッド（ネッド・リンチ）ら海賊一味に偶然出会うが、レッドは密かにジェーンに惚れてしまう。ジェーンはデュラント総督が近々イングランドに帰るつもりであり、その前にジェームスを含む政治囚を皆処刑する予定であることを知って、嫌々ながらもレッドに協力を依頼する。デュラント総督への襲撃は一度失敗するが、最終的にレッドはデュラント総督を倒すことに成功する。レッドとジェーンは抱き合うのだった。

## キャスト
| 役名             | 俳優                           | 日本語吹替        | 日本語吹替                                   |
| 役名             | 俳優                           | フジテレビ版      | テレビ朝日版                                 |
| ---------------- | ------------------------------ | ----------------- | -------------------------------------------- |
| レッド           | ロバート・ショウ               | 青野武            | 穂積隆信                                     |
| ニック           | ジェームズ・アール・ジョーンズ | 玄田哲章          | 内海賢二                                     |
| デュラン総督     | ピーター・ボイル               | 大木民夫          | 家弓家正                                     |
| ジェーン         | ジュヌヴィエーヴ・ビュジョルド | 高瀬佳子          | 鈴木弘子                                     |
| フォリー少佐     | ボー・ブリッジス               | 田中秀幸          | 野島昭生                                     |
| クジョー         | ジェフリー・ホールダー         | 笹岡繁蔵          | 玄田哲章                                     |
| プワスキ         | エイブリー・シュライバー       | 小出和明          | 郷里大輔                                     |
| ムーンビーム氏   | トム・クランシー               | 西村知道          | 島香裕                                       |
| 暗い顔の女性     | アンジェリカ・ヒューストン     |                   |                                              |
| ジェームズ卿     | バーナード・ベーレンス         | 清川元夢          | 阪脩                                         |
| アリス           | ドロシー・トリスタン           | 山岡葉子          | 小宮和枝                                     |
| リュートの奏者   | マーク・ベイカー               |                   | 鈴置洋孝                                     |
| ウィラード       | キップ・ニーヴン               | 千田光男          | 寺田誠                                       |
| 伍長             | トム・フィッツシモンズ         | 楠正通            | 鈴置洋孝                                     |
| バーネット夫人   | ルイーザ・ホートン             | 川地希久代        | 大方斐紗子                                   |
| 禿げた海賊       | シド・ヘイグ                   |                   | 若本紀昭                                     |
| 顎髭の海賊       | ロバート・ルース               |                   | 喜多川拓郎                                   |
| 義足の海賊       | ボブ・モーガン                 |                   | 小関一                                       |
| 砲弾係           | ジョン・セダー                 |                   | 小関一                                       |
| 女主人           | ダイアナ・チェズニー           | 峰あつ子          | 巴菁子                                       |
| バーネットの召使 | マニュエル・デピナ             |                   |                                              |
| チャプレン       | トム・レイシー                 | 及川智靖          | 広瀬正志                                     |
| 守衛             | ロジャー・カドニー             |                   | 沢木郁也                                     |
| バナナ売り       | ハリー・バッシュ               | 藤城裕士          | 峰恵研                                       |
| ナレーション     | N/A                            | 千田光男          | 阪脩                                         |
| 不明 その他      | N/A                            | 牛山茂 佐々木るん | 鳳芳野 片岡富枝 中野聖子 佐藤紀代子 岡本章子 |

- フジテレビ版：初回放送1982年『サンデーシネマ』[9]
- テレビ朝日版：初回放送1984年9月9日『日曜洋画劇場』[10]

## スタッフ
- 監督：ジェームズ・ゴールドストーン
- 製作：ジェニングス・ラング
- 製作総指揮：エリオット・カストナー
- 脚本：ジェフリー・ブルーム
- 撮影：フィリップ・H・ラスロップ
- 編集：エドワード・A・ビアリー
- 音楽：ジョン・アディソン

### 日本語版
※フジテレビ版
- 演出：田島荘三
- 翻訳：平田勝茂
- 制作：コスモプロモーション

※テレビ朝日版
- 演出：山田悦司
- 翻訳：進藤光太
- 調整：山田太平
- 効果：赤塚不二夫、P.A.G
- 担当：猪谷敬二（テレビ朝日）
- 制作：グロービジョン

## 評価
本作はハリウッドで久々の本格的な海賊映画だったが、評判は悪かった。例として、ニューヨーク・タイムスのレビューは、本作が「近眼の仕立て屋に縫い合わされたように」混乱に満ちており、科白も時代錯誤的なうえ、才能のある俳優を使っているのにミスキャストだらけだと酷評している。